# Shaka Zulu (Fernsehserie)
Shaka Zulu ist ein zehnteiliges Historien-Drama von Regisseur William C. Faure nach der gleichnamigen Buchvorlage von Joshua Sinclair. Produziert wurde die britisch-amerikanische Miniserie für die südafrikanische South African Broadcasting Corporation (SABC) im Jahr 1986. Gedreht wurde unter anderem an Originalschauplätzen in Südafrika. Auch Australien, Deutschland und Italien waren an dieser Produktion beteiligt.

## Handlung
Die Handlung, die teils auf die mündlich überlieferte Geschichte der Zulu zurückgreift, kreist um Shaka, den Herrscher des Zulu-Volkes. Dieser bringt die Expansion des Reiches Zululand von 1816 bis 1828 voran, wobei er auf wenig Gegenliebe der britischen Kolonialherren in Kapstadt stößt.
1823 ersucht der Gouverneur in Kapstadt König George IV. um militärische Aufrüstung gegen das Reich der Zulus, die zu einer Bedrohung für die britische Kolonie herangewachsen sind. Dieser lehnt jedoch ab, in völliger Ignoranz gegenüber der berichteten militärischen Überlegenheit der Zulus. Als Notlösung entschließen sich der Gouverneur und der Kriegs- und Kolonialminister Lord Bathurst, einen Mittelsmann zu Shaka Zulu zu entsenden, um auf irgendeinem Weg die Bedrohung zu beenden.
Die Wahl fällt auf den exzentrischen Marine-Lieutenant im Ruhestand Francis Farewell, der sich als Lohn verspricht, einen florierenden Elfenbeinhandel aufzubauen. Er bricht mit einer kleinen Expedition auf, erleidet jedoch an der Küste beim späteren Port Natal Schiffbruch, kann jedoch viel von seiner Fracht retten und eine provisorische Basis errichten. Schnell treffen sie auf eine Patrouille der Zulu und lernen letztlich Shaka Zulu persönlich kennen. Dabei offenbart sich ihnen die ganze Geschichte Shakas von Anfang an, beginnend mit seiner Zeugung und einer Prophezeiung.
Schließlich kann sich Farewell gegenüber Shaka beweisen und erhält von jenem den Rang eines Zuluhäuptlings und die Rechte an Port Natal sowie allen Rohstoffen.

## Hintergrund
| Figur                 | Darsteller       | Deutscher Sprecher  |
| --------------------- | ---------------- | ------------------- |
| Shaka                 | Henry Cele       | Wolfgang Kühne      |
| Lt. Francis Farewell  | Edward Fox       | Jürgen Thormann     |
| Dr. Henry Fynn        | Robert Powell    | Helmut Gauß         |
| Lord Charles Somerset | Trevor Howard    | Wilhelm Borchert    |
| Elizabeth Farewell    | Fiona Fullerton  | Alexandra Lange     |
| Lord Bathurst         | Christopher Lee  | Lothar Blumhagen    |
| Nandi, Shakas Mutter  | Dudu Mkhize      |                     |
| König Georg           | Roy Dotrice      | Peter Matić         |
| Prof. Bramston        | Gordon Jackson   | Heinz Theo Branding |
| Zacharias Abrahams    | Kenneth Griffith | Eric Vaessen        |
| Senzagakona           | Conrad Magwaza   |                     |
| Mudli                 | Patrick Ndlovu   |                     |
| Ngomane               | Roland Mqwebu    | Klaus Sonnenschein  |
| Mkabayi               | Gugu Nxumalo     |                     |
| Pampata               | Tu Nokwe         |                     |

Shaka ist noch heute eine der bekanntesten Figuren aus der afrikanischen Geschichte. Für die Zulu bleibt er ein Nationalheld: In jedem September feiern sie den „König-Shaka-Tag“, der mit einer Zeremonie am Denkmal nahe dem Sterbeort von Shaka in KwaDukuza begangen wird. In der Ideologie der Inkatha, der südafrikanischen Zulu-Partei, nimmt er als Gründer der Nation eine zentrale Rolle ein.
Obwohl die Serie historisch korrekt viele reale Persönlichkeiten dieser Zeit aufgreift, und sehr plausibel wirkt, weicht die Handlung in vielen Punkten von den tatsächlichen Abläufen ab und füllt die Handlung naturgemäß mit rein spekulativen Gesprächen auf. Beispielsweise startete Farewell zwei Anläufe für seine Expedition nach Port Natal und erlitt bei der ersten Schiffbruch vor St. Lucia.
Die Serie war umstritten, weil sie an südafrikanischen Schauplätzen gedreht worden war, während das damalige Apartheidregime noch weltweit boykottiert wurde. So wären die mitwirkenden britischen Schauspieler beinahe auf eine schwarze Liste der Vereinten Nationen gesetzt worden.
Shaka Zulu wurde in Deutschland von Oktober bis Dezember 1986 vom ZDF ausgestrahlt, 1996 vom Berliner Lokalsender Puls TV und seit 2002 mehrmals in Premiere Serie. Für die deutsche Fassung wurden die im Original nummerierten Folgen wie folgt betitelt:
1. Die Expedition
2. Im Kral des Königs
3. Die Prophezeiung
4. Der Ausgestoßene
5. Ein neuer Krieger
6. Der Rächer
7. Tödliche Intrigen
8. Die Falle
9. Die Gesandten
10. Der Schatten des Bösen

Das Titellied We Are Growing von Margaret Singana wurde für die britische DVD aus dem Jahr 2004 ersetzt. Ihre Altersfreigabe liegt bei 15 Jahre. Am 30. Januar 2009 veröffentlichte Polyband eine sehr stark geschnittenen Fassung in Deutschland mit der Altersfreigabe FSK 12.